# 美国之音
美国之音（英語：Voice of America，缩写VOA）是美國的國營國際廣播機構。它是美國政府資助的最大、歷史最悠久的國際廣播公司。
美國之音成立于1942年2月，总部坐落在首都华盛顿，由美国国际媒体署監管，经费由美国国会拨款，美国纳税人出资。美國之音以48種語言製作數字、電視和廣播節目，分發給全球各地的附屬機構。美國之音由獨立機構管理，確保編輯自主，保持独立与客观。
美國之音憲章於1976年7月12日由傑拉德·福特總統簽署成為法律。根據美國時任總統贝拉克·奥巴马在2016年12月23日簽署的《2017年度美國國防授權方案》，由一名首席执行官负责管理美国之音，以取代美国广播理事会原有的理事会制度。2016年，美國之音每周向全球約2.366億人播放約1800小時的廣播和電視節目，擁有約1050名員工，納稅人資助的年度預算為2.185億美元。
2025年3月14日，美国总统唐納·川普签署行政命令，将美國國際媒體署列為「總統認定的不必要聯邦官僚機構的組成元素」，並停止資助旗下所有媒體機構，包含美國之音在內，以減少不必要的開支，提升政府效率。次日，美国之音旗下全部1300名员工被正式停职。目前美国之音部分服务维持有限度运作。

## 歷史沿革

### 二战前
第二次世界大战前，美国所有短波广播电台都归私人所有。实验性节目制作始于1930年代，但当时运行的发射机不到12台。
1939年，根据美国国务院的睦邻政策，联邦通信委员会制定了以下政策：“国际广播电台的持牌人只能提供反映该国文化并促进国际友好、理解和合作的国际广播服务。任何仅针对美国大陆观众的节目都不符合此项服务的要求。”一些广播公司认为，这是试图直接进行政治审查。
1940年左右，向拉丁美洲发送短波信号被认为是对抗纳粹宣传的关键。最初，美国信息协调员办公室向每个电台发送新闻稿，但这被视为一种低效的新闻传播方式。哥伦比亚广播公司的拉丁美洲关系主管是埃德蒙·A·切斯特，他监督了哥伦比亚广播公司庞大的“美洲之歌”广播网络的发展，以改善1940年代对拉丁美洲的广播。

### 二战时期
在日本襲擊珍珠港之前，位于华盛顿特区的美國政府的信息協調辦公室（COI）就已經開始使用美國商業短波廣播電台來提供戰爭新聞和評論。美國正式加入第二次世界大戰後，美国战时情报局於1942年中組建，美國之音成立。當時美國之音與英國廣播公司達成協議，共享中波發射機，向德国占领的欧洲和北非地区提供盟国的新闻节目。

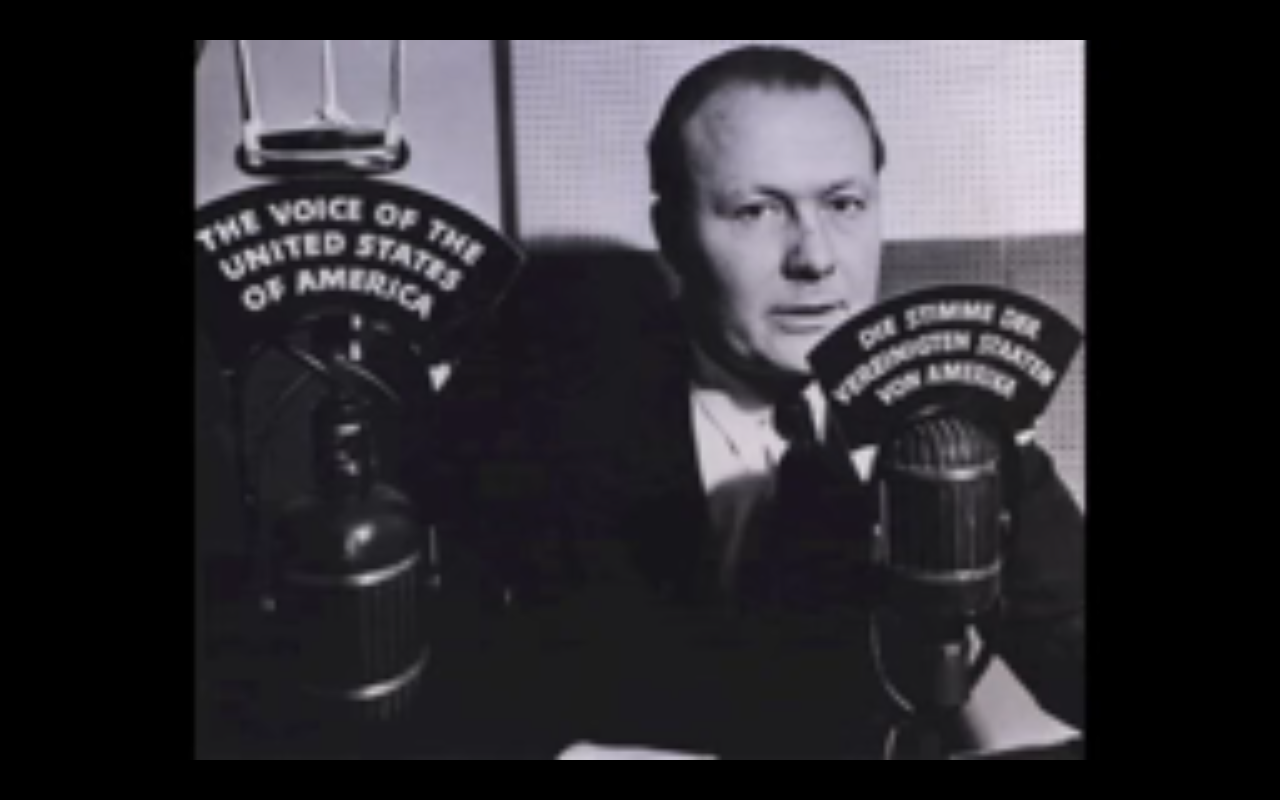
美国之音首位播音员威廉·哈兰·黑尔正在播音。

美国之音确切的首播日是1942年2月24日，即是美国宣布参加二战79天之后，地点在纽约。播音员威廉·哈兰·海尔以德语对听众说：「这里是从美国发出的一个声音。每天的这个时间，我们都会向您提供有关战争的消息。消息或好或坏，但我们将告诉您真实的情况。」美国之音当时使用的发射机来自哥伦比亚广播公司和全国广播公司的短波设备。
到二战結束時，美國之音擁有39台訊號發射機，並以40種語言提供服務。節目從紐約和舊金山的製作中心播出，當中有有1000多個節目來自紐約。除了專門的新聞節目外，還包括美國國內節目的音樂、新聞、評論和轉播。二戰結束後，美國之音大約一半的服務，包括阿拉伯語服務，於1945年停止。1945年底，美國之音被轉移到國務院管理。

### 冷戰时期
美國之音在冷戰期間再次開始運作，當時的美國之音台長福伊·科勒堅信美國之音有助於打擊共產主義。他認為，他們獲得的聽眾數量（例如瑞典的194,000名普通聽眾和法國的210萬普通聽眾）表明了美國之音的積極影響。作為進一步的證據，他指出美國之音每月收到來自世界各地聽眾的30000封信函，以及數十萬個關於廣播時間表的請求。
1947年2月17日，美国之音開始向苏联進行广播，原因是蘇聯「針對美國領導人和政策進行更有害的宣傳」。作為回應，蘇聯於1949年4月24日開始對美國之音廣播進行電子干擾。

1948-49年，查爾斯·W·塞耶（Charles W. Thayer）擔任美國之音的負責人。在接下來的幾年裡，美國政府內部一直在爭論美國之音應扮演甚麼樣的角色。最終，他們決定使用美國之音廣播作為其外交政策的一部分，以打擊蘇聯和其他國家的宣傳。

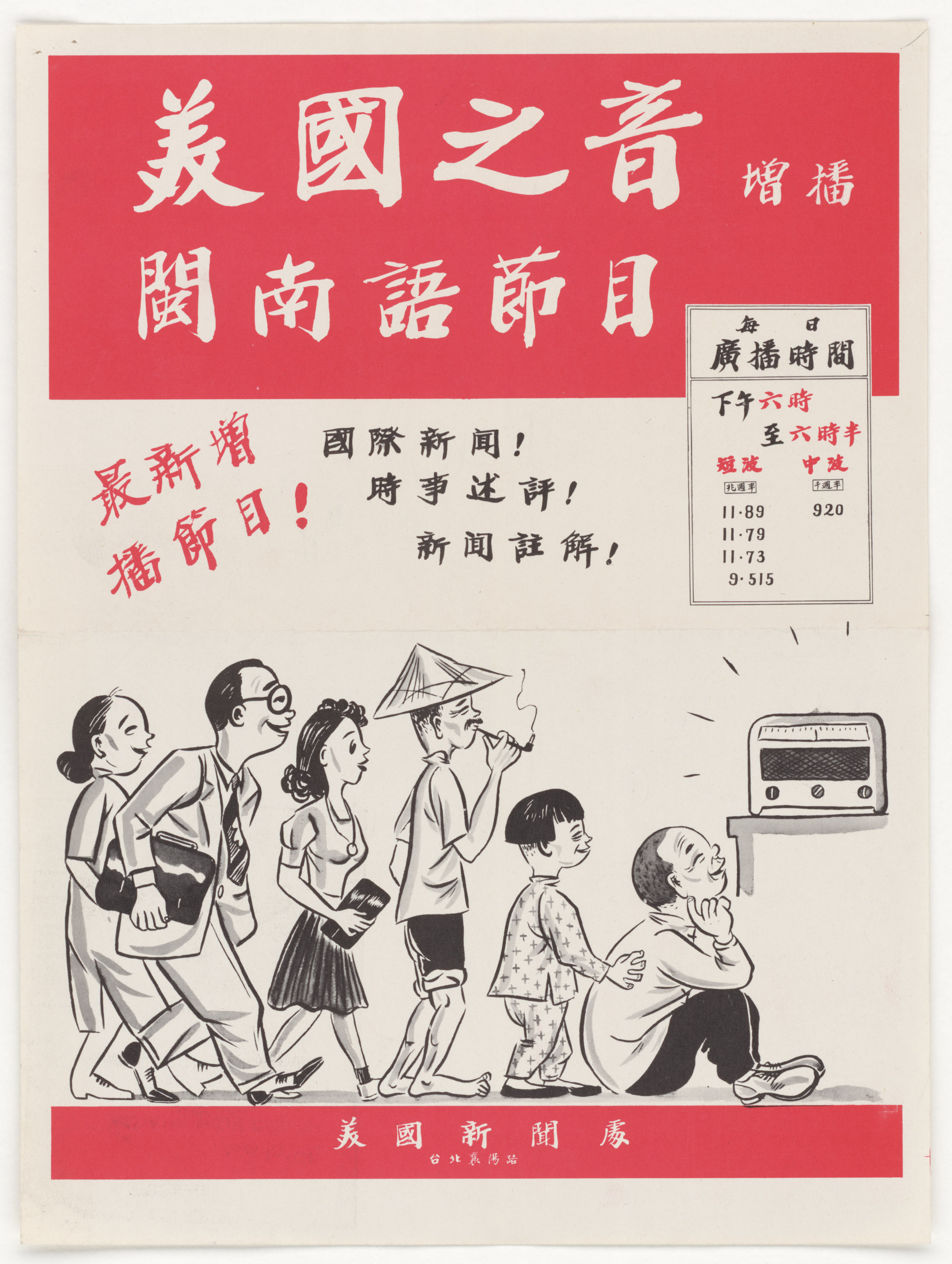
1951年，台北美國新聞處製作的美国之音闽南话廣播海報。

1950年1月1日，阿拉伯語服務恢復，節目時間為半小時。 在1956年蘇伊士危機期間，該計劃每天增長到14.5小時，到 1958年達到每天6小時。1952年至1960年間，美國之音使用改裝過的美國海岸警衛隊快艇作為第一艘移動廣播船。
1953年，美國之音的控制權從國務院移交到新成立的美國新聞署。美國之音繼續向共產陣營的國家進行廣播。從1955年到2003年，美國之音在美國之音爵士一小時播放美國爵士樂。 該節目大部分時間由Willis Conover主持，高峰期有3000萬聽眾。1956年針對南非的一檔節目每晚播出兩小時，還轉播了紐波特爵士音樂節等特別節目。這是與美國音樂家的巡迴演出相關的，例如Dizzy Gillespie、Louis Armstrong和Duke Ellington，由國務院贊助。
1953年，美國之音人員受到麥卡錫主義政策的約束，美國之音參議員約瑟夫·麥卡錫、羅伊·科恩和杰拉德·大衛·施因指控美國之音被共產黨滲透，故意計劃建造弱發射站來破壞美國之音的廣播。 然而，在1953年2月和3月舉行了一個月的法庭聽證會後，這些指控被撤銷。
1954年左右，美國之音的總部從紐約搬到了華盛頓特區。廉價、低成本晶體管的出現使短波廣播聽眾的數量顯著增長。在1956年匈牙利革命期間，美國之音的廣播被認為具備爭議，由於美國之音的持續暗示，讓許多匈牙利難民和革命者西方援助可能到來，然而最後並沒有。

在整個冷戰期間，許多美國之音視為目標的國家政府，都對美國之音廣播進行了干擾。美國之音的中文廣播從1956年開始一直受到干擾，一直持續到1976年。

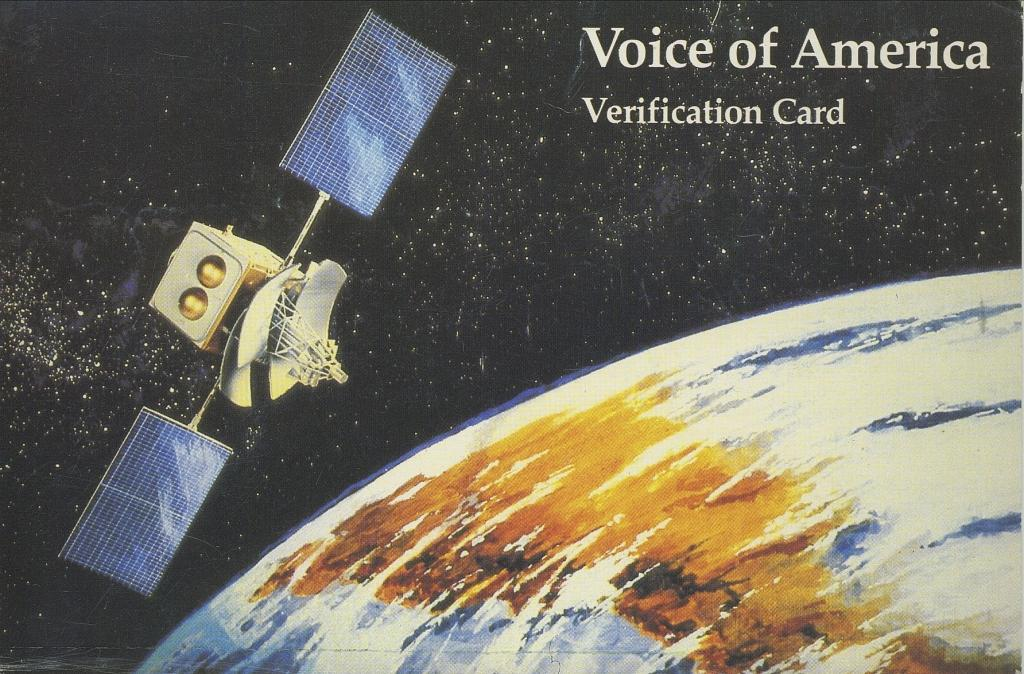
1979年，美国之音的收听证明卡封面。

1980年代，美国之音也开始提供电视讯号的服务，电视节目只包括有选择的区域如古巴，对古巴的广播和电视节目的呼号是马蒂电台和马蒂电视台。古巴使用俄羅斯建造的衛星對美國之音進行干擾。
在1980年代，美国之音對社會主義國家的影響達到巔峰。1980年7月，波兰人民共和国因物價上漲引發了全國性罷工，美國之音便開始了一項耗資13億美元的重建計劃，以提高廣播的技術能力。在1981年至1983年期間在波蘭實施戒嚴期間，美國之音的波蘭廣播節目擴大到每天7小時。同樣在1980年代，美國之音還增加了電視服務，特別是對古巴加強廣播。對此，古巴一直試圖干擾此類廣播，並強烈抗議美國針對古巴的廣播。1980年9月，美國之音開始在 1982 年以達里語和普什圖語向阿富汗廣播。
1985年，美國之音歐洲創建，通過衛星轉播到整個歐洲的AM、FM和有線電視附屬機構。該網絡採用現代形式，全天24小時播放熱門音樂歌曲、美國之音新聞和當地感興趣的專題。1997年1月，作為削減成本的措施，美國之音歐洲在沒有事先通知的情況下被關閉。
1989年，美國之音擴大了其普通話和粵語的廣播，大力宣傳當時中國國內的民主運動，包括天安門廣場的示威活動。從1990年開始，美國成立了廣播局，鞏固了其國際廣播工作。

### 冷戰后

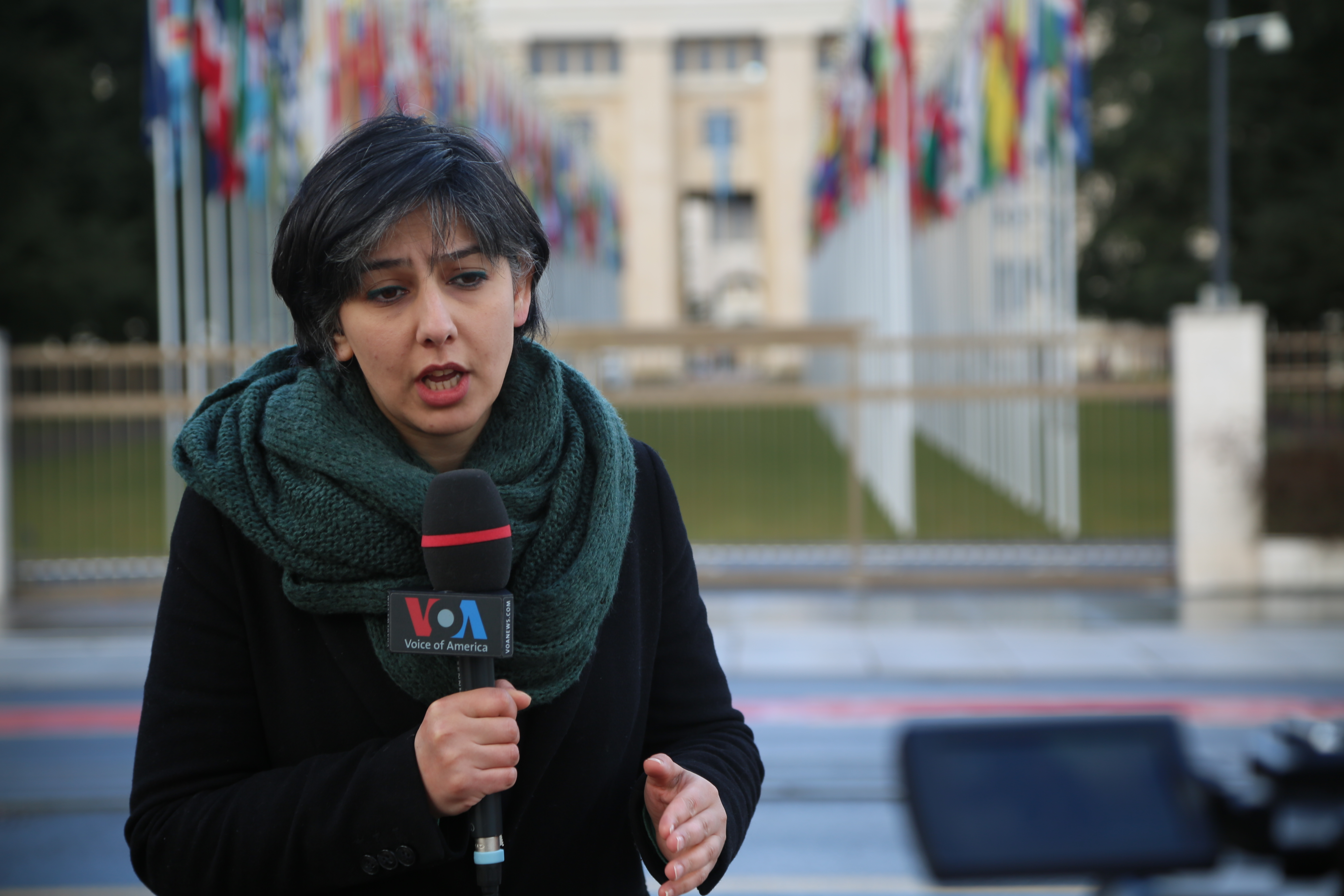
2018年，日内瓦万国宫前的美国之音记者。

1993年，克林頓政府建議削減對自由歐洲電台/自由電台的資助，認為冷戰後歐洲不再需要政治宣傳，但该建议未被國會接受。他隨後提出了《國際廣播法》，並成立美国国际媒体署，把自由歐洲電台/自由電台和美國之音交到它的管理。
1994年，美國之音成為第一個在互聯網上提供持續更新節目的廣播新聞機構。
2002年，阿拉伯語服務被廢除，取而代之的是一個新的無線電服務，稱為中東無線電網絡或薩瓦电台，初始預算為2200萬美元，主要提供西方和中東流行歌曲，並定期發布簡短的新聞公告。如今，該網絡已擴展到Alhurra電視以及各種社交媒體和網站。
2004年5月16日，衛星電視服務世界影視服務頻道併入美國之音。
俄語廣播節目於2008年7月結束。2008年9月，美國之音在持續了53年的印地語服務、烏克蘭語、塞爾維亞語、馬其頓語和波斯尼亞語的廣播也結束了。這些削減是美國努力集中更多資源向穆斯林世界進行廣播。
2010年9月，隨著美國在南蘇丹利益的增長，美國之音開始在蘇丹進行電台廣播。
2013年，由於預算削減，美國之音結束了對阿爾巴尼亞、格魯吉亞、伊朗和拉丁美洲的短波和中波外語廣播，以及對中東和阿富汗的英語廣播。
2014年7月1日，美國之音切斷了其向亞洲的大部分英語短波傳輸。阿塞拜疆語、孟加拉語、高棉語、庫爾德語、老撾語和烏茲別克語的短波廣播也被取消。2014年8月11日，希臘语服務在播出72年後結束。
2017年12月5日，俄羅斯為回應美國司法部根據《外國代理人登記法》將RT註冊為外國代理人，將美國之音和自由歐洲電台/自由電台列為外國代理人。俄羅斯聯邦司法部發表聲明表示，已正式指定由美國政府贊助的美國之音和自由歐洲電台旗下的七個新聞機構為外國代理人。在俄羅斯法律下，他們必須加入政府登記冊，定期提交有關其資金的來源、目標、資金支出方式以及管理者身份的報告。他們也有可能會受到當局的抽查以確保他們遵守規則，否則當局有可能將其強行關閉。
2021年，美國之音推出了人文紀錄片《52 Documentary》，每週發佈一集。本片在串流媒體平台、VOA+和YouTube上發佈，平均時長10-15分鐘，並配有多種語言的字幕，包括俄語、烏爾都語、波斯語、漢語和英語。李承恩監製了該片。
2022年7月，土耳其封鎖美國之音網站。

### 遭美国政府冻结、员工被停职
2025年2月9日，时任美国总统唐納·川普的特使理查德·格雷內爾在社交平台X上发帖指责美国之音内部“充斥着激进的左派疯子”，认为美国之音需要被关闭。随后该言论得到美国政府效率部负责人埃隆·马斯克的大力支持，並稱美國之音現在只是“一群激進左派瘋子的自言自語”，關閉後“能替美國人民節省每年被浪費的數十億美元”。最终在同年3月15日，时任美国总统唐納·川普将美国国际媒体署列为“总统认定的不必要联邦官僚机构的组成元素”，并停止资助旗下所有媒体机构，在法律允许范围内裁减媒体署的雇员，以减少不必要的开支，提升政府效率为由，签署有关要求削减美国国际媒体署的行政命令，随后美国之音旗下全部1300名员工被正式停职。
大批员工被停职的当天，美国之音宣布暂停与美联社、路透社和法新社的合约，该措施据称可以节省5300万美元经费。特朗普亲信、美国之音特别顾问卡丽·莱克在社交媒体表示：“我们不应该给外部的新闻机构钱，让他们製作新闻。我们有将近10亿美元的预算，应该自己制作新闻。如果做不到，美国的纳税人应该知道是什么原因。”
4月22日，美国哥伦比亚特区联邦地区法院的罗伊斯·兰伯斯法官命令政府采取一切必要措施，让美国之音、自由亚洲电台的员工和承包商恢复工作，并恢复广播、电视和在线新闻广播。
5月2日，美国哥伦比亚特区联邦巡回上诉法院裁定，暂时中止地区法院要求美国之音员工复工的法院命令。上诉法院以2比1的表决结果，裁定兰伯斯无权命令员工返回工作岗位。
5月8日，包括美国之音中文网在内，美国之音部分服务已经恢复更新。

## 播送内容

### 语言版本
目前美国之音網站有48种語言版本（以英语首字母排序，「R」表示廣播，「T」表示电视）：
- 奥罗莫语 R
- 阿尔巴尼亚语 R, T
- 阿姆哈拉语 R
- 亚美尼亚语 T
- 阿塞拜疆语 T
- 班巴拉語 R
- 孟加拉语 R, T
- 波斯尼亚语 T
- 缅甸语 R, T
- 粤语 R, T
- 汉语普通话 R, T
- 达里语 R, T
- 法语 R, T
- 格鲁吉亚语 R
- 海地克里奥尔语 R
- 豪萨语 R
- 印尼语 R, T
- 高棉语 R, T
- 卢旺达语 R
- 基隆迪语 R
- 韩语 R
- 库尔德语 R
- 老挝语 R
- 林格拉語 R
- 马其顿语 T
- 北恩德贝莱语 R
- 普什图语 T
- 波斯语 R, T
- 葡萄牙语 R
- 洛興亞語 R
- 俄语 T
- 桑戈語 R
- 塞尔维亚语 T
- 修纳语 R
- 信德語
- 索马里语 R
- 西班牙语 R, T
- 斯瓦希里语 R
- 他加祿語 R
- 泰语 R
- 藏语 R, T
- 提格利尼亞語 R
- 土耳其语 T
- 乌克兰语 T
- 乌尔都语 R, T
- 乌兹别克语 R, T
- 越南语 R, T
- 沃洛夫語
- 英語 R, T

### 特定服务
美国之音拥有以下几个对特定听众的广播服务节目：
- VOA Deewa Radio：原为广播理事会旗下独立机构，2006年并入美国之音，负责对阿富汗和巴基斯坦的普什图语广播。
- VOA Ashna：原名Ashna TV，为普什图语电视频道。
- VOA1：面向全球播出的美国音乐广播频道。

另外，美国之音还与其他机构合作开办了如下服务：
- Current Time：与自由欧洲电台/自由电台合作开办的24小时俄语电视新闻频道。
- Ludu Meitswe：与自由亚洲电台合作开办的24小时缅甸语电视频道。

### 电台台呼
美国之音的台呼是铜管乐队演奏的《洋基歌》，通常之前会有一个英文台呼：“This is the Voice of America, Washington D.C., signing on.”（「這里是美国之音，从华盛顿广播」）。另外一个开场曲《Columbia, Gem of the Ocean》也使用过多年。

### 广播频率

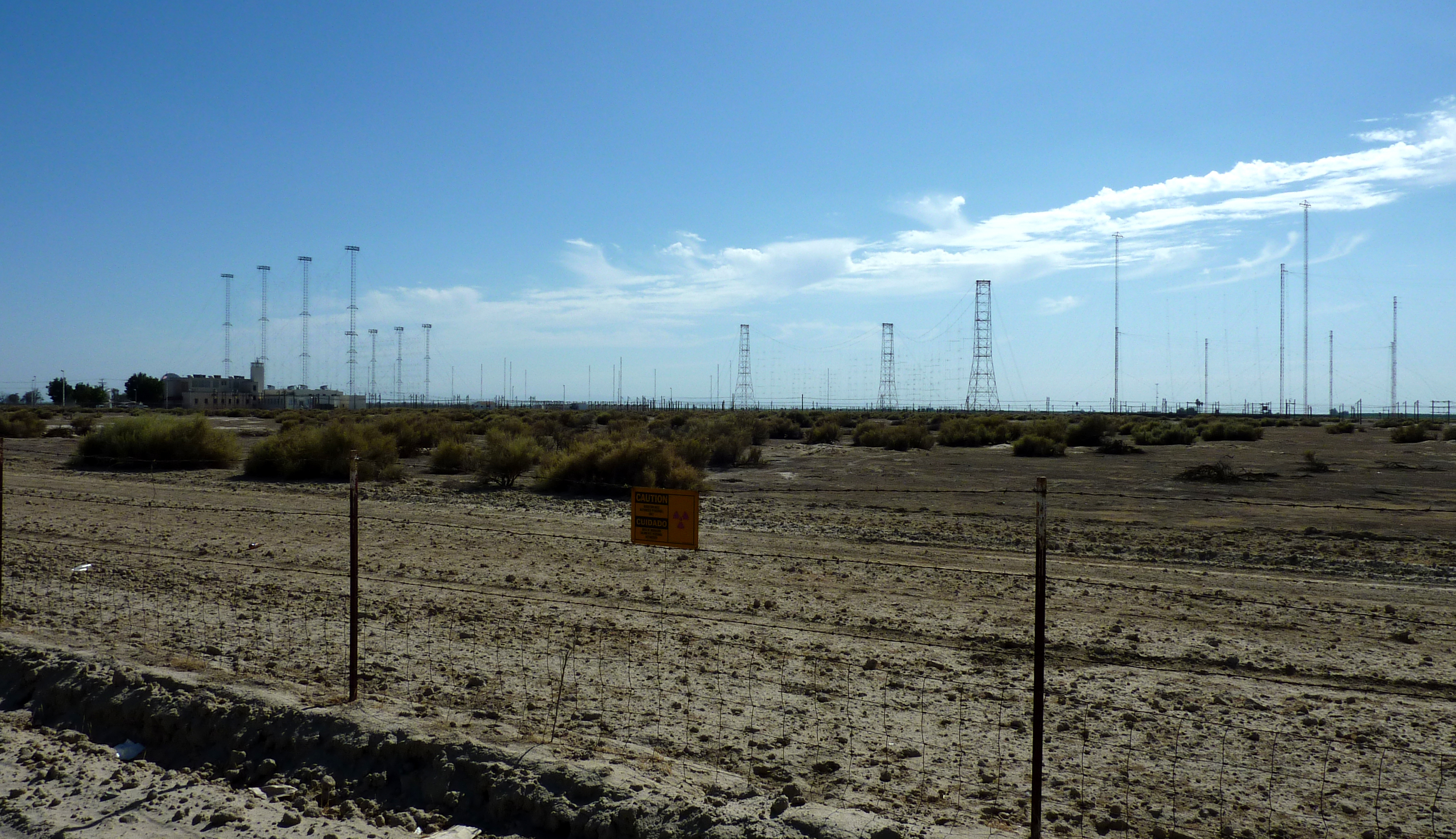
位於加州德拉诺的發射站。

美国之音使用大量广播站向全世界提供广播服务，广播站分布于美国北卡罗莱纳州的格林维尔和加州德兰诺。在英国、希腊、菲律宾、圣多美和普林西比、科威特、塔吉克斯坦和泰国也有广播站设立。
中文普通话短波节目每天播出2小时，播出时间为19:00-21:00（北京时间）；粤语每天播出2小时，时间是21:00-23:00（北京时间）。
美国之音的中文节目从2011年5月8日起缩短为每天8个小时播音，并停播了音乐类及部分专题节目。美国广播理事会2011年2月上报国会的《2012年财政预算方案》提出，拟于2011年10月起全面停止美国之音的普通话短波、中波及卫星电视广播节目和粤语广播；不过这一提案被否决。
频率表详见美国之音英语广播频率表和美国之音中文广播频率表。

### 电视节目

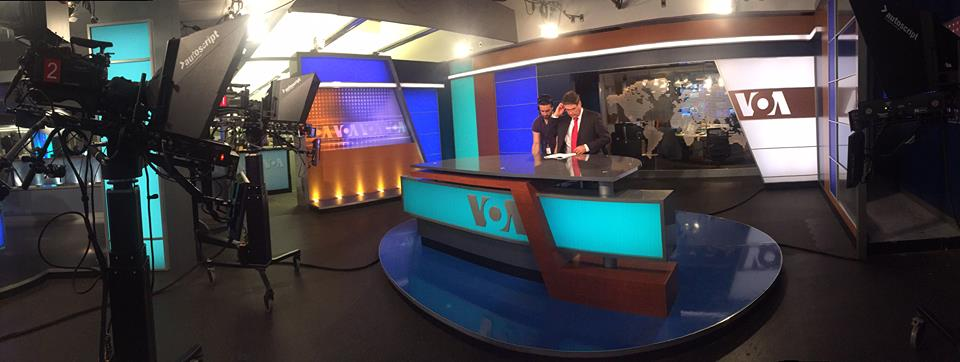
美国之音电视节目演播室。

美国之音也通过卫星和网络播出电视节目。除自办节目外，还会播出其它机构制作的节目（如PBS的《PBS新聞一小時》）。其中文电视节目以VOA卫视的名义播出。
VOA卫视的主要节目包括《时事经纬》、《国际新闻》、《社论》、《英语教学》、《时事大家谈》（电视、广播同步播出）、《美国观察》（电视、广播同步播出）、《海峡论谈》（与台湾中广新闻网联合制作，中广节目表称“海峡论坛”，电视、广播同步播出）、《焦点对话》（电视、广播同步播出）、《美国万花筒》（电视、广播同步播出）、《解密时刻》（电视、广播同步播出）等。

### 英语学习
美国之音也包含到英语听力教育，向各国的英语学习者提供免费的美国英语学习资源，并播送以一种较慢速度朗读的英语学习播客（曾称慢速英语）等。美国之音为英语学习者制作了《特别英语》，节目播出的语速较慢，且使用常用单词、简单的发音和语法，较少出现冷僻词汇。每次播出30分钟，前10分钟为新闻，后20分钟播出专题节目介绍美国文化、风土人情等，很受听众欢迎的特别英语节目《新动态英语》。美国之音也提供在线英语课程。此外也有与网易云音乐、Podcast、Google播客、Spotify等數位音樂下載合作。由于美国之音作品属于公有领域、不受版权法保护，不少出版商会将美国之音的英语节目重新包装，作为英语听力学习资料出售。

### 知名播音员
- 威利斯·康諾弗
- 罗伯特·阿尔伯特·鲍尔（英语：Robert Albert Bauer）
- 凯西·卡塞姆（英语：Casey Kasem）
- 卡比鲁·乌斯曼·法格（Kabiru Usman Fagge）[註 1]

## 组织架構

### 行政归属
美國之音一直而來都是屬於多個機構的一部分。從1942年成立到1945年，美國之音是戰爭信息辦公室的一部分，然後從1945年到1953年成為國務院的職能部門。1953年後它又被歸屬到美國新聞署。1999年美國新聞署廢除，美國之音改由新成立的美国国际媒体署管理，美国国际媒体署也同時負責監督同由美國國會資助的自由歐洲電台/自由亞洲電台。

### 歷任台長
- 1941–1942 羅伯特·E·謝爾伍德（英语：Robert E. Sherwood）（對外服務）

1. 1942–1943年 約翰·豪斯曼
2. 1943–1945年 路易斯·G·考恩
3. 1945–1946年 约翰·奥格尔维
4. 1948–1949年 查爾斯·W·塞耶
5. 1949–1952年 福伊·科勒
6. 1952–1953年 阿弗瑞德·H·莫頓
7. 1953–1954年 倫納德·埃里克森
8. 1954–1956年 约翰·R·波普尔
9. 1956–1958年 羅伯特·E·伯頓
10. 1958–1965年 亨利·帕特森·魯米斯（英语：Henry Loomis）
11. 1965–1967年 約翰·錢塞勒（英语：John Chancellor）
12. 1967–1968年 約翰·查爾斯·達利（英语：John Charles Daly）
13. 1969–1977年 肯尼思·吉登斯（英语：Kenneth R. Giddens）
14. 1977–1979年 R·彼得·斯特勞斯
15. 1980–1981年 瑪麗·比特曼（英语：Mary G. F. Bitterman）
16. 1981–1982年 詹姆斯·B·康克林
17. 1982年 約翰·休斯
18. 1982–1984年 肯尼斯·湯姆林森（英语：Kenneth Tomlinson）
19. 1985年 吉恩·佩爾
20. 1986–1991年 迪克·卡尔森（英语：Dick Carlson）
21. 1991–1993年 切斯·昂特邁耶（英语：Chase Untermeyer）
22. 1994–1996年 傑弗里·科萬（英语：Geoffrey Cowan）
23. 1997–1999年 伊夫琳·利伯曼（英语：Evelyn S. Lieberman）
24. 1999–2001年 桑福德·昂加尔（英语：Sanford J. Ungar）
25. 2001–2002年 羅伯特·賴利（英语：Robert R. Reilly）
26. 2002–2006年 戴維·S·傑克遜
27. 2006–2011年 丹福斯·W·奥斯汀
28. 2011–2015年 大衛‧恩索爾（英语：David Ensor (journalist)）
29. 2016–2020年 阿曼達·貝內特
30. 2020–2021年 羅伯特·賴利（英语：Robert R. Reilly）
31. 2021年–至今（空缺）

## 法例

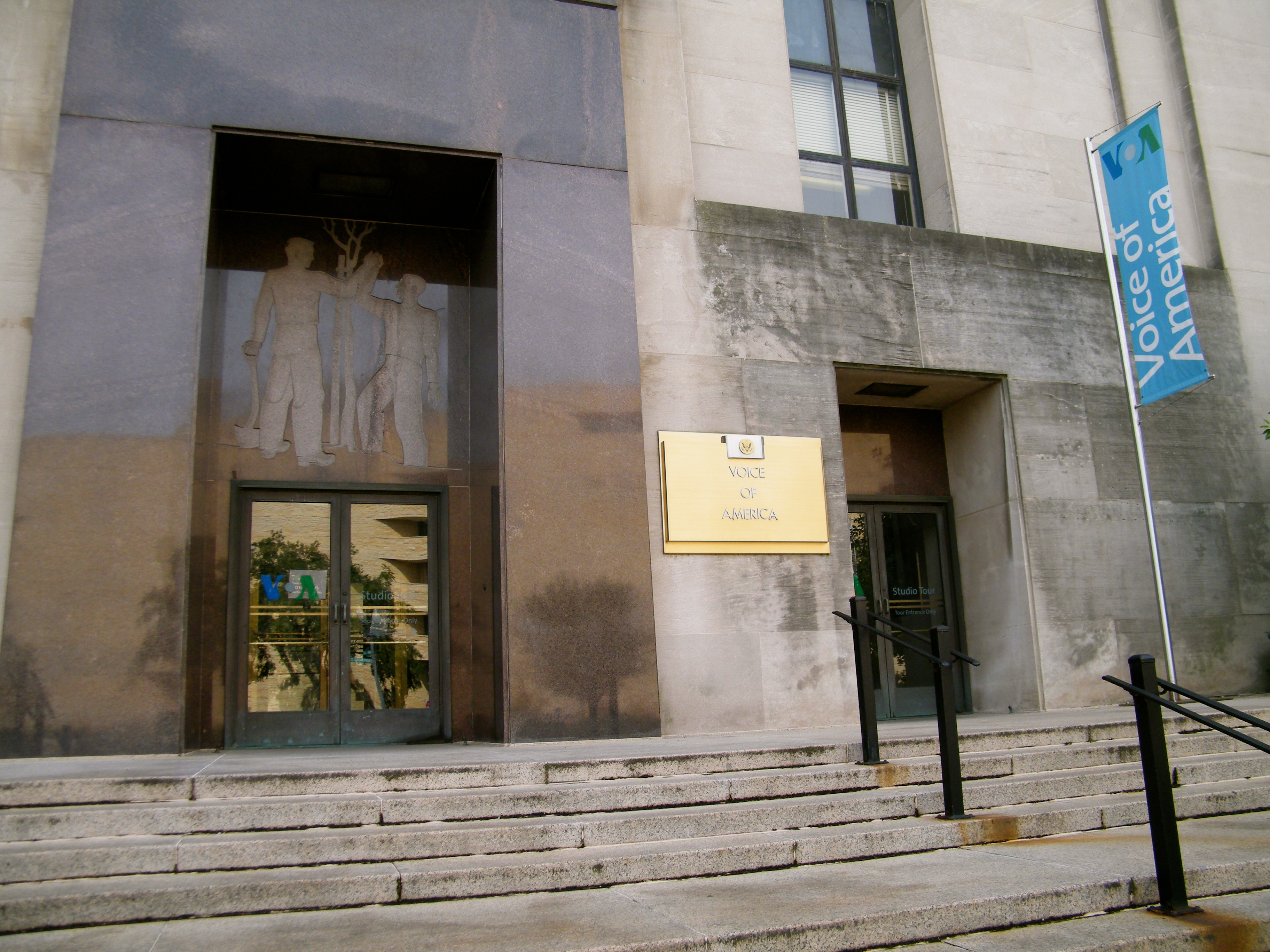
美國之音總部大門。

### 《史密斯-蒙特法案》
從1948年到2013年間，根据《美国信息与教育交流法案》——俗稱《史密斯-蒙特法案》（Smith Mundt Act）——第501條定明禁止美國之音直接向美國公民廣播。目的是防止美國公眾免受本國政府的政治宣傳影響。
1985年，《史密斯-蒙特法案》第二次修订，进一步收紧美国之音及其他美国政府制作的针对海外受众的宣传品在本土传播的限制；主导该次修订的参议员爱德华·佐林斯基在美国国会发言时说，“美国纳税人肯定不需要、也不希望自己的钱被用来支持政府向自己灌输宣传”。
不过，据美国之音自己对《史密斯-蒙特法案》的解释却是另一套说法，“并非是美国之音有什么见不得人（美国公众）的地方”，而是因为“美国不能像共产党国家一样，用国家资源操办宣传机器，和民间新闻机构竞争，并左右公众舆论。”
1994年，美国国会通过了《美国国际广播法》。该法要求美国之音记者的报道必须权威、准确、客观、全面、平衡，并反映美国文化与社会多样性。
1996年，拉夫·纳德成立的美国一個非盈利公民组织要求国际新闻署（当时美国之音上级机构）提供美国之音的某些“海外节目资料”，国际新闻署以“《史密斯-蒙特法案》不许对内传播资料”为由拒绝提供，该组织诉诸法庭。该组织在法庭上声称，这些节目是有关国际政治、商业和文化极有价值的信息来源，《信息自由法》授权他们有权得到这些政府资料，国际新闻署却以“该组织在美国”为由拒绝提供。美國聯邦上訴法院裁决，《史密斯-蒙特法案》有效，国际新闻署有权拒绝提供资料給该组织。批评人士因此認為，《史密斯-蒙特法案》妨碍了公众的知情权。
2013年的國防授權法案對條款進行修改，通过了《史密斯-蒙特现代化法案》，修改了原法案的部分內容，允许美国广播理事会下属媒体（如美国之音等）向美國公民通過互聯網訪問美國之音的內容，但仍不准在美国国内传播。

### 内部政策

#### 《美國之音憲章》
在1959年，美國之音主任亨利·盧米斯制定了一份正式的原則聲明，並於1960年由喬治·V·艾倫主任作為指令發布。1976年7月12日，美國總統傑拉爾德·福特簽署《美國之音憲章》（VOA Charter；美國法律編號：Public Law 94-350），確定美國之音的使命和確保美國之音節目的完善。《美國之音憲章》規定，美國之音的節目必須符合以下原則：
作為一個一貫可靠的、權威的新聞來源，美國之音播送的新聞必須準確、客觀、全面。
美國之音代表整個美國，而不是美國社會的個別階層。因此，美國之音將平衡、全面地反映重要的美國思想和體制。

美國之音將清晰而有效地展示美國的政策，以及關於這些政策的負責任的討論和意見。

#### 防火牆
美國之音防火牆是根據1976年美國之音憲章及1994年和2006年通過的法律而設立的，以確保美國之音新聞報導的獨立性。该政策反對政治宣傳，並提倡公正和客觀的新聞標準。

#### 雙來源法則
根據美國之音前記者艾倫·海爾的說法，美國之音新聞的內部政策是，任何故事廣播都必須有兩個獨立證實的消息來源，或者有一名工作人員記者見證事件。

## 中文节目

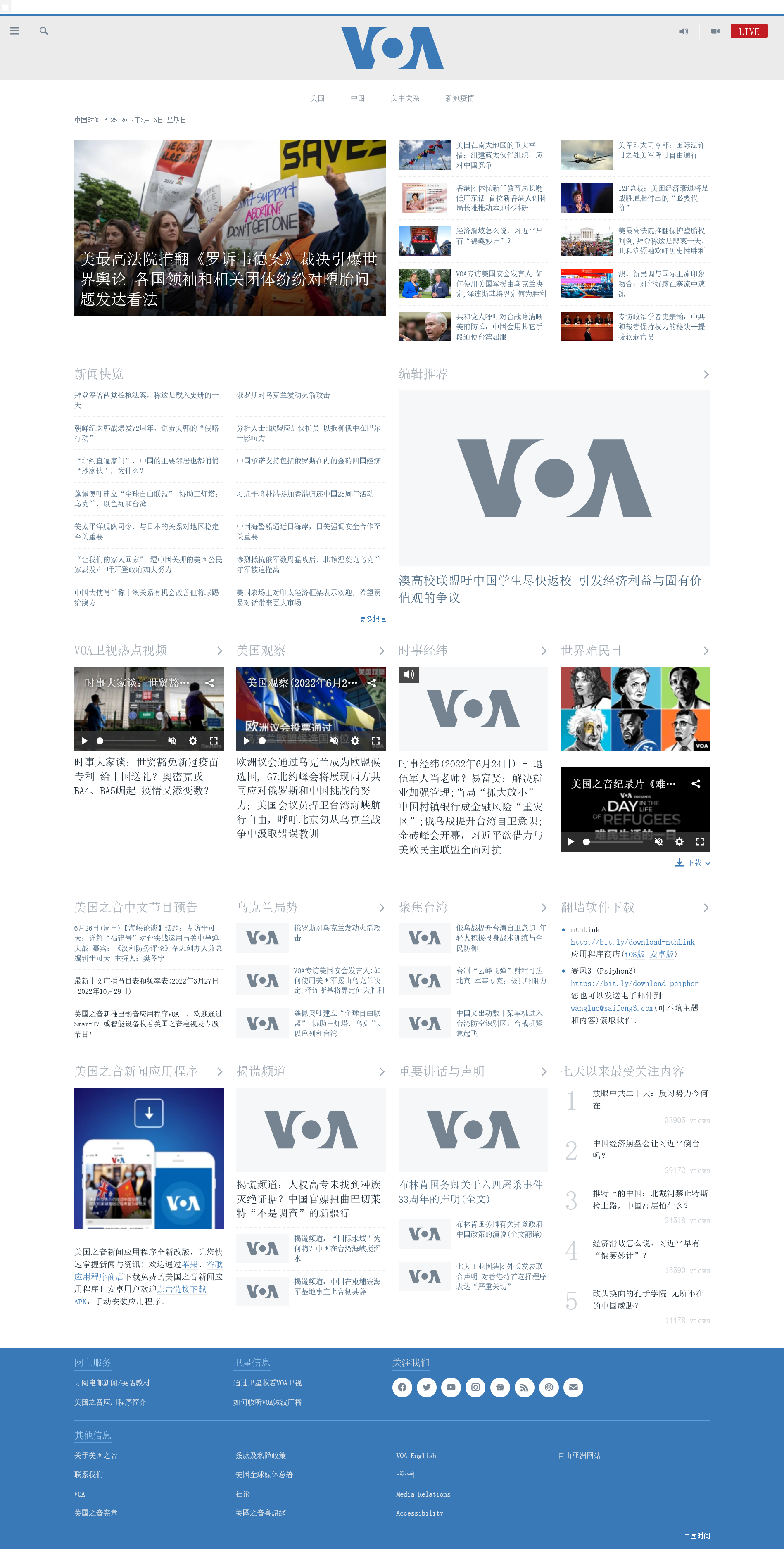
美國之音中文網2022年6月26日截圖

在美国之音成立之前，美国国际广播的中文节目就已经开始。1939年2月18日美国开始粤语广播。1941年12月28日，普通话节目开始播音。当时，美国刚刚参加第二次世界大战不久，美国之音中文部只有两名工作人员。在开始阶段，中文部每天播音一小时，普通话和粤语节目各占一半。
中国抗日战争爆发后，随着中华民国国民政府迁入内地，为了向中国人民即時报导中国、太平洋地区以及世界其它地方的战事发展，中文部员工人数剧增，新闻和专题节目也更加丰富，并增加了闽南话和潮州话播音。随着第二次世界大战和国际紧张局势的结束，中文部员工从五十多人减少到不足三十人。
美国之音在二次大战期间隶属于战时的对外新闻局。1945年改组，隸屬於美国国务院的国际新闻署，中文部也从旧金山市迁往纽约市。在纽约期间，中文部每天广播八小时，以五种中国方言播音，一度还包括蒙语。
1953年8月，美国国会通过法案，设立美国新闻署。美国之音改属美国政府这一新机构。翌年，美国之音中文部随总部从纽约迁到华盛顿，直到现在。1994年4月，美国政府再次改组国际广播架构，成立国际广播局，美国之音又归属国际广播局。
美国之音中文部1994年9月开播以卫星频道和广播同步播出的华语电视节目，1999年7月开办美国之音中文网。2001年9月11日，中文部正式推出美国之音中文网，成为美国之音总网下的独立子网。九一一袭击事件以后，中文部网络组决定，美国之音中文网内容尽量脱离广播走。
2011年12月6日，美国之音中文网第一个现场直播网络节目《VOA现场》开播，内容为直播美国及世界其他地区各种事件。
2012年6月1日，美国之音中文网大改版。2012年6月18日，美国之音中文电视节目更名为「VOA卫视」。VOA卫视通过卫星播送电视节目，除了及时播报新闻快讯和新闻背景分析之外，还会播出专题节目。
美国广播理事会在2011年2月提交2012财政预算时，曾提议集中财力物力向数据广播转化，并取消中文的短波、中波、以及衛星電視廣播，只在互聯網上播出。该计划提出后引发强烈反响，很多媒体以美国之音将退出中国大陆为题进行了报道。 
對该計劃持批評態度的人說，在中國正在全球擴展國際廣播能力的時候，美國之音削減對中國短波廣播的計劃實屬不明智之舉。雖然中文節目將會全部搬上網路，可是通過互聯網並不能有效地達到中國的廣大聽眾用戶。來自俄勒岡州的民主黨眾議員吳振偉于2011年2月16日星期三告訴美國之音說，他“堅決反對”任何削減美國之音普通話組的計劃。吳振偉說，他會向眾議院議長貝納和眾議院負責廣播理事會預算分配的委員會主席弗蘭克·沃爾夫提出此事。共和黨眾議員達納·羅拉巴克也反對這個削減計劃。在《華盛頓時報》2011年2月16日星期三的採訪中他表示，這個計劃“是美國正在向中國低頭的又一個警鐘”。美國之音中文部普通話組的工作人員也反對這個削減計劃，他們指出，中國斥巨資將新華社、中國中央電視台和《人民日報》的宣傳推向美國，現在停止美國之音對中國的廣播將會損害美國的國家利益。 
在2011年2月15日星期二國會舉行的有關新技術的聽證會上，廣播理事會戰略與預算委員會主席恩德斯·溫布什為此項決定進行辯護時說，在中國收聽短波廣播的人數過去幾年一直微不足道，而中國現在是世界上使用互聯網最多的國家。他說，短波廣播的任務正在轉移給同樣隸屬於廣播理事會的自由亞洲電台，這樣自由亞洲電台就能夠利用更好的廣播頻率和更好的節目時間。他還強調，美國之音並不是要停止向中國的廣播，而是進行了“重新校正”，以便“到達聽眾所在的地方，以適當的廣播、在適當的時間、通過適當的頻率和適當的平台對準適當的聽眾。”
美国时任国务卿希拉里·克林顿在国会作证时，也强调中国的重要。她认为，传统的短波形式和新的数码传播形式同样重要，不可偏废。美国国会财政拨款委员会最后决定，增加美国之音对华广播的拨款。美国之音现在不但仍然用无线电广播进行对华广播，同时还有覆盖中国大陆的强大的卫星电视，网站的影响也越来越大。近几年，美国之音对华广播的经费也是逐年增加。
2020年3月18日，中華人民共和國外交部宣布，為回應美國將5家中國媒體駐美機構列為「外國使團」，中國要求《美國之音》駐華分社向中方申報在中國境內所有工作人員、財務、經營、所擁有不動產信息等書面材料。

## 争议

### 反华媒体指控
中华人民共和国官方媒体新华社指美国之音是「敌台」、“造谣媒体”和「反华媒体」，“其头条新闻经常是中国境内外异议人士的言论和行动及经过该电台歪曲和渲染的中国报道”，并指美国之音用暗语帮达赖喇嘛传指令，美国之音则对此予以否认。
2013年2月，中国中央电视台发布一部纪录片，片中采访了一位自焚未遂的西藏人。受访者表示他是受到美国之音纪念在政治自焚中自杀者的广播的影响。對此美國之音否認有作出任何煽動，並要求中國電台撤回其報導，中國方面則拒絕。
2021年4月27日，中国日报网刊出一篇名為「给我三亿美元，我来搞臭中国」的文章，指在美國《2021年战略竞争法案》中寫明在2022年至2026年的每一财年都投入3亿美元，用于采取各种措施打击「中国的全球影响力」，當中部分資金就是流去美國之音及自由亞洲電台等美國對外宣傳媒體。作者批評這是「赤裸裸地拿钱买通媒体，干预舆论」，又說美国之音是打着「独立、客观」的旗号，卻秉持着「双标」的报道原则，是美国政府喉舌，強行在报道中把中國及负面关联連接起來，即使是本來正面的新聞，也能「生拉硬扯」到负面點上，又認為美國之音和自由亞洲電台正在针对中國的「一带一路」。

### 亲中宣传指控
2020年4月10日，白宫官网发表评论，表示美国联邦政府每年花费大约2亿美元，让美国之音来完成「‘讲述美国的故事’和‘清晰有效地向全球人民介绍美国的政策’的使命」，而在新冠疫情期间却「经常为美国的对手说话，而不是为美国公民说话」，认为美国之音「放大了北京的宣传」。白宫方面同时评论「记者应该报道事实，而不是宣传」，并表示「美国之音称中国的武汉封锁是一个成功的‘模式’，被世界许多国家效仿，然后在推特上发布了共产党政府庆祝隔离结束（即武汉解封）的灯光秀视频，这放大了北京的宣传。」
在白宫发表此篇评论之前，白宫社交媒体主管丹·斯卡维诺（Dan Scavino）4月9日又对美国之音进行了抨击，他在推特上称美国之音为「耻辱」。对于这些批评，美国之音总编辑阿曼达·贝内特（Amanda Bennett）表示：「像美国之音这样的公费独立媒体和国家控制的媒体之间的一个重大区别是，我们可以自由地展示问题的所有方面，而且实际上我们是按照美国之音宪章中的法律授权这样做的」。阿曼达·贝内特在一份长篇声明还表示：「美国之音在许多报道中也强调了中国在应对病毒方面的不足。美国之音和其他几家美国新闻机构实际上被禁止在中国工作，但美国之音继续从中国国内报道和广播新闻。」
2020年6月，美國之音正副台長貝內特及副台長菅原（Sandy Sugawara）請辭。貝內特及菅原在給美国之音職員的電郵中表示，美國國際媒體署行政總裁帕克有權選擇美国之音的主管人選。

### 国务院干预事件
2001年9月下旬，美国之音播出了一篇報導，內容包括：美國之音對塔利班領導人穆罕默德·奥马尔的訪談、美國總統乔治·W·布什於911事件後在國會山莊發表演講、喬治城大學伊斯蘭教專家約翰·埃斯波西托的評論、美國正在協助北方聯盟等。不過，在美国之音發表前的9月24日，事前收到消息的美國國務院要求美國之音不要發表對奥马尔的專訪。美國國務院發言人稱，美国之音專訪奥马尔是錯誤的，納稅人不會想聽到美國之音播出塔利班分子的聲音。
美國之音稱，對國務院的干預感到「痛苦」，因為在美国之音發表之前，早有其他美國媒體先揭露了奥马尔對美帝國主义的評論。美國之音認為，國務院的阻擾主要來自於副國務卿理查德·李·阿米蒂奇，但美國之音獨立於國務院之外、是向广播理事会負責。美国之音抵抗國務院的行為使他們在次年獲得了俄勒岡大學新聞與傳播學院所頒發的佩恩新聞倫理獎。

### 国务卿干预事件
2021年1月11日，美國國務卿邁克·蓬佩奧在美國之音總部發表講話，要求美國之音減少對美國的負面報道，增加美國好的一面的宣傳，多報導美國例外論。講話後，美國之音知名記者帕特西·維達庫斯瓦拉向蓬佩奧提問2021年衝擊美國國會大廈事件的相關問題，被美國之音總監羅伯特·賴利批評她無權過問；同日晚上，維達庫斯瓦拉被調職。有二十六名記者聯署要求羅伯特·賴利下台。南加州大学安嫩伯格新闻与传播学院公共外交教授尼克·库尔对美国之音说，美国之音管理层允许现场直播蓬佩奥在美国之音总部的讲话，是试图把美国之音变成国家广播机构。

### “断播门”
2017年4月19日，美国之音中文电视节目直播专访逃往国外的中国富豪郭文贵，矛头直指中国高层。然而原定3小时的直播爆料被迫中断，事后包括美国之音中文部普通话语组主任龚小夏在内参与直播报道的多名记者被停职，引发争议。批评者指美国之音对中華人民共和国政府施压屈服，部分海外异议人士如何频、陈光诚、杨建利纷纷表示抵制美国之音、并不再接受美国之音采访。被美国之音無限期停職接受調查的龚小夏、东方、李肃三名記者也發表了聯合聲明，要求美國聯邦政府介入調查此次停播事件；他們認為美國之音高層屈服於中華人民共和國政府的壓力因而導致停播，並且他們要求聯邦政府一併追查美國之音東亞部是否已被中華人民共和國勢力滲入。但美国之音表示，直播中断并非美国及中国官方干涉的结果，决定是依据美国之音恪守的「核实、平衡、公平」的新闻原则。中華人民共和国外交部也表示，直播中断与其无关。
经过美国国会调查证实，广播理事会成员有人瞒报与中華人民共和国政商勾结事实，在中国大陸有巨额投资；另有报道，美国之音台长阿曼达·贝内特的丈夫在中国大陸投资教育培训。2017年11月，经过数月调查，美国之音做出决定：涉事的龚小夏、东方、李肃三名记者被解雇，另两位涉事记者宝申和杨晨被调离一线采编岗位。

### 记者签证到期
2020年8月22日，美联社报道指十多名美国之音记者（包括中国籍员工）的J-1簽證即将到期，而美国之音新的領導層没有采取行动，导致他们很多人可能将不得不离开美国，引來美國众议院外事委员会主席埃利奥特·恩格尔的批評。據華盛頓郵報報導，美國之音上級機構美國國際媒體署的新任執行長麥可·派克無意續簽簽證，這與川普政府在移民問題上的強硬立場一致。2021年1月，美國國際媒體署新任負責人恢復了外國記者J-1簽證的續簽。

### 中继站被用作黑牢
據報導，泰國烏隆他尼府的美國之音中繼站被用作美國中央情報局的黑監獄，代號是「貓眼（Cat's Eye）」或「綠色拘留點（Detention Site Green）」。

### 加劇庫爾德衝突指控
《庫爾德人生活》指控，美國之音在伊朗的廣播，對當地的庫爾德人產生了負面影響，把一些庫爾德人變成狂熱分子，幫助庫德斯坦愛國聯盟在伊朗東部進行動亂。他們進一步指控，美國之音正在掩蓋庫德斯坦愛國聯盟非法監禁、非法逮捕和建造極端主義清真寺。

## 影响
美国之音主要由非美國閱聽人收聽和觀看。這是因為根據《信息与教育交流法案》美國境內禁止播送美國之音節目，僅有少數由國會批准的情況可以得到豁免，但規範對象並不包括觀眾。觀眾仍可在美國境內，透過網路等方式收看、收聽美國之音的節目。
普遍认为美国之音对受众具有積極影響。有些證據表明，一些收聽美國之音對拉丁美洲廣播的人們受到影響，但不是以美國之音想要的方式。 聽眾沒有理解和採用美國的生活方式，而是在模仿與他們的生活格格不入的價值觀和信仰。而且，不少人對美國之音持負面看法，認為美國之音是政治宣傳。
對在美國的中國學生進行了一項研究發現，通過美國之音，他們變得不贊成中國政府的行為。另一項針對美國華人學者的研究發現，美國之音對他們的政治信仰產生了影響。不过，他們對中國的政治信仰並沒有改變，因為他們傾向於不相信美國之音關於中國的報導。

## 参阅
- 自由欧洲电台
- 自由亚洲电台
- 俄羅斯之聲
- 中國國際廣播電台
- 南方電視台